# Villa Meißner Straße 162 (Radebeul)
Die Villa in der Meißner Straße 162 liegt im Stadtteil Niederlößnitz der sächsischen Stadt Radebeul.

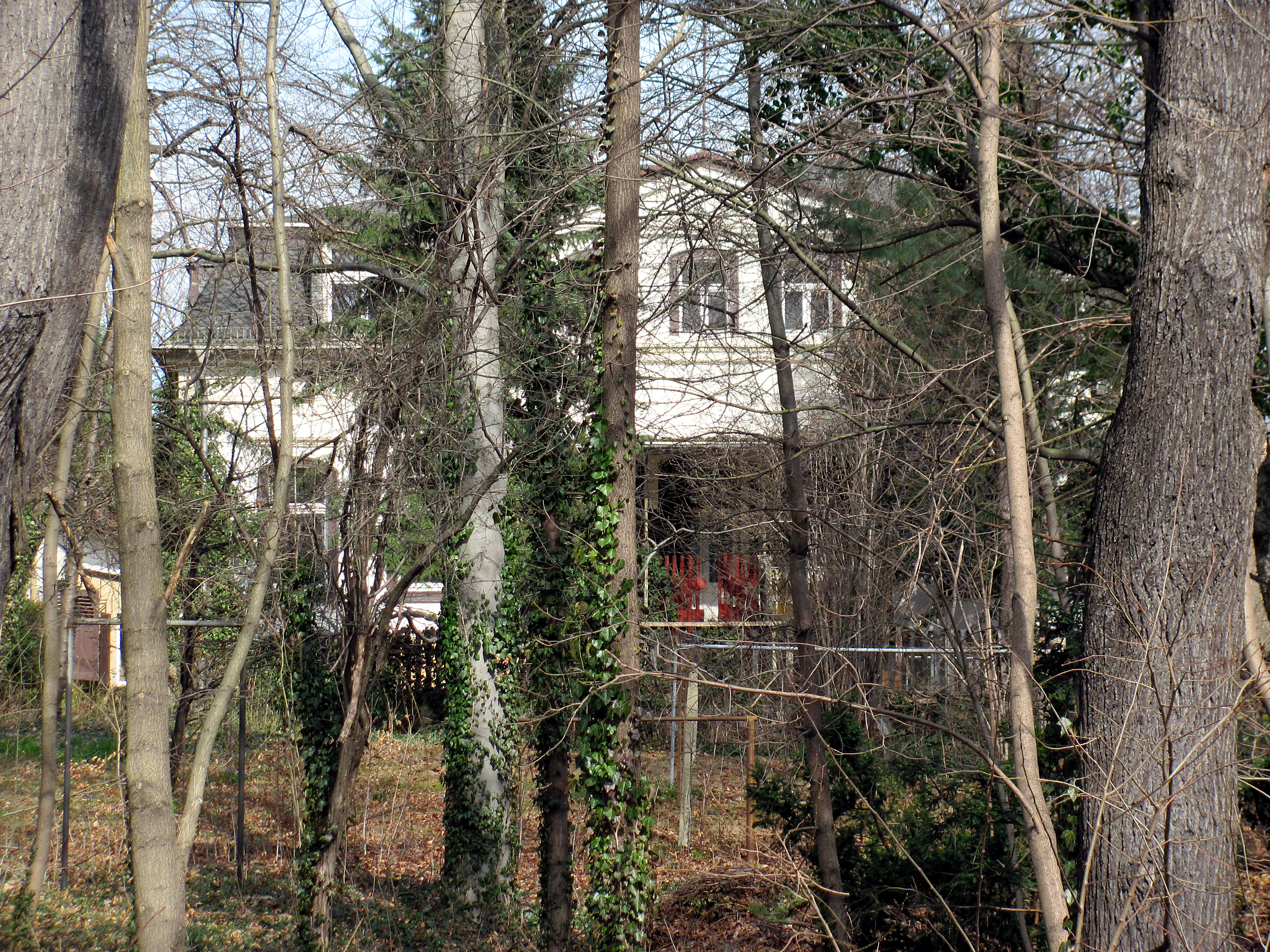
Villa Meißner Straße 162

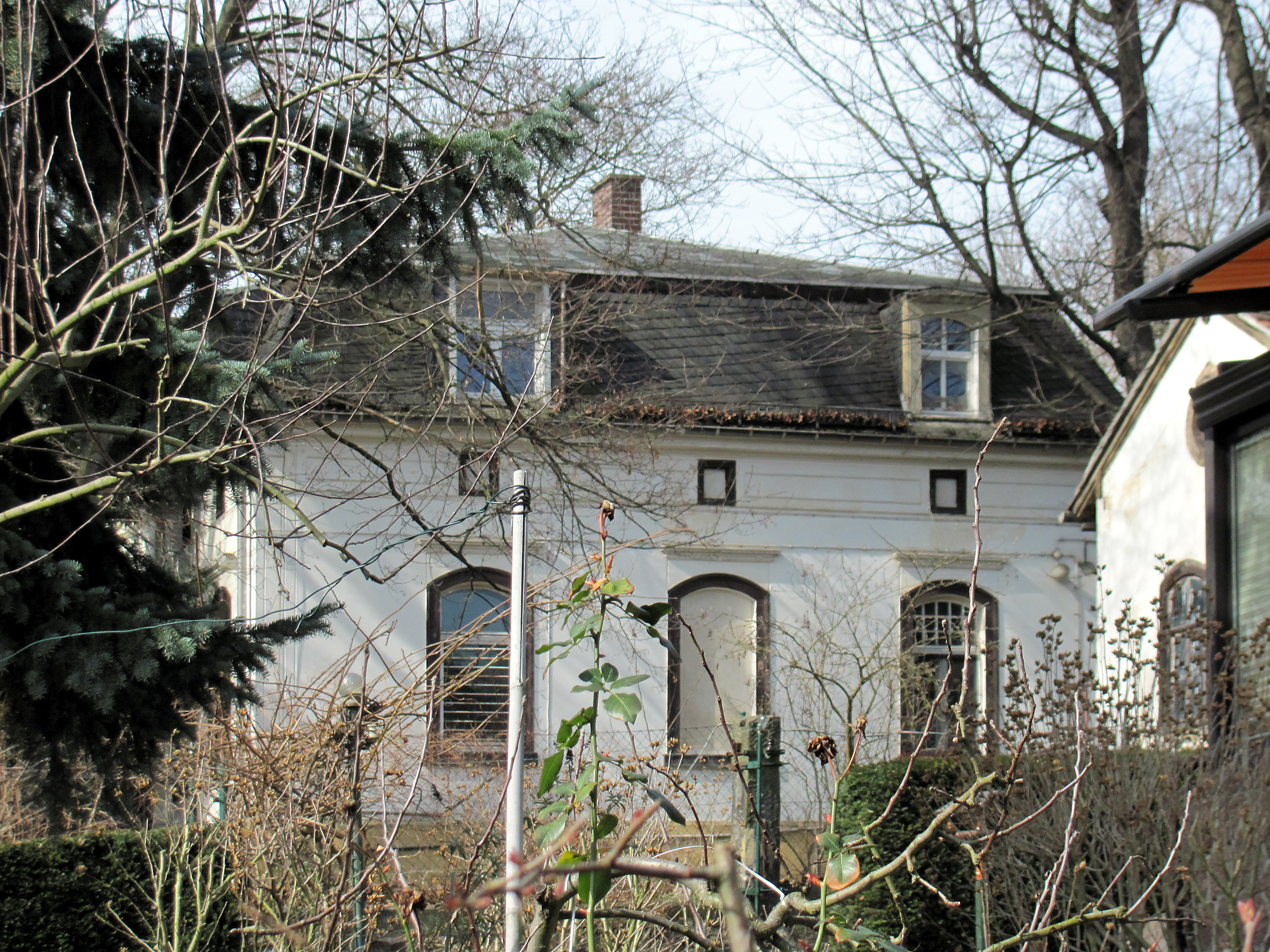
Meißner Straße 162, vom Körnerweg aus; rechts im Anschnitt das östliche Nebengebäude

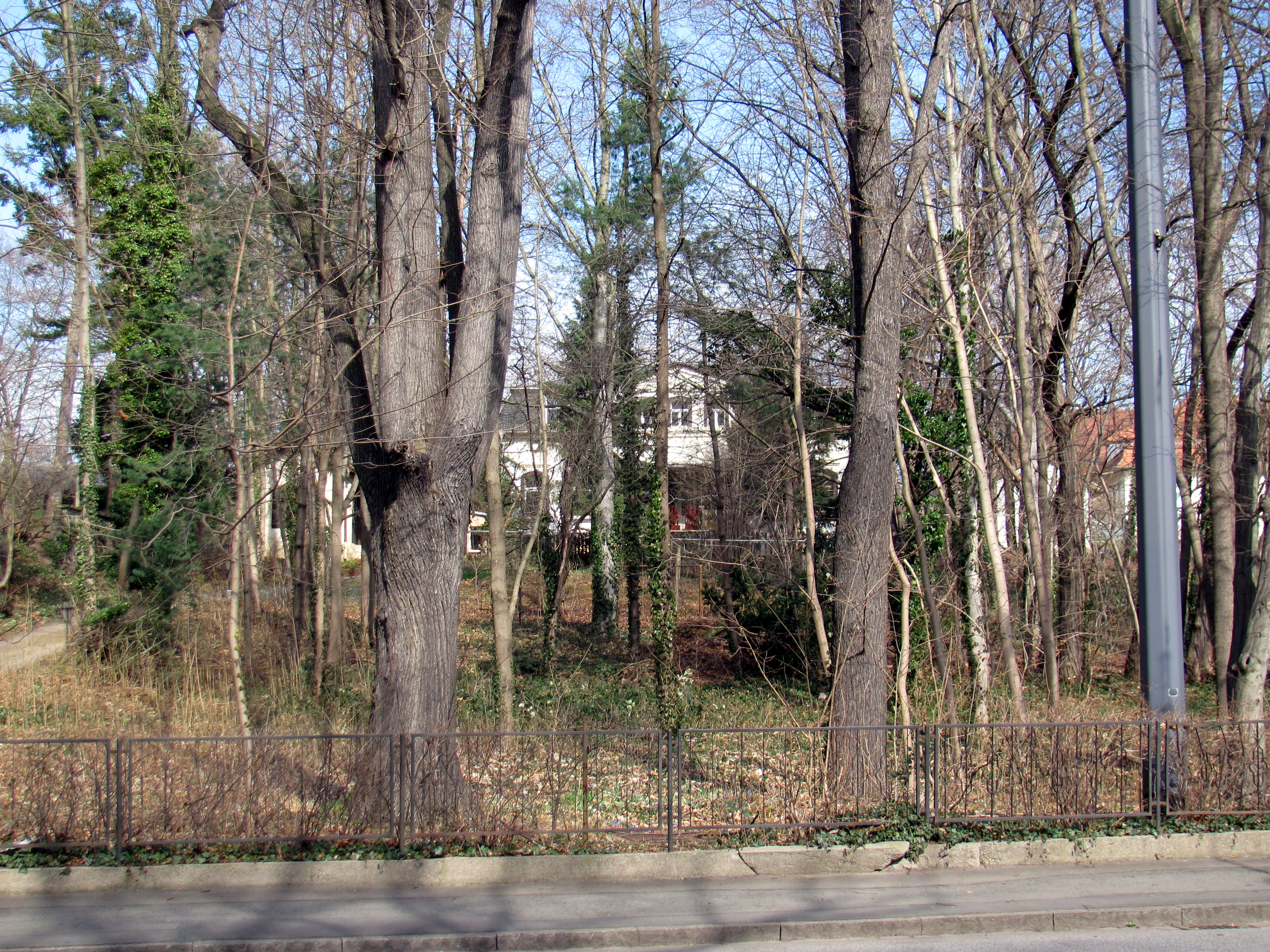
Meißner Straße 162; links steht der Gartenpavillon

Das Bauensemble ist ein „charakteristisches Radebeuler Anwesen aus der zweiten Hälfte des 19. Jahrhunderts mit freistehenden Gebäuden[…als] bauliche Zeugnisse ihrer Zeit, zudem stadtentwicklungsgeschichtlich von Belang“.

## Beschreibung
Das eingeschossige, mit dem östlichen Nebengebäude und dem Gartenpavillon unter Denkmalschutz stehende villenartige Wohnhaus liegt in einer Hanglage nach Süden, wo hinter hohen Bäumen auch die Meißner Straße liegt. Dadurch entsteht dort zur Gartenseite ein Souterraingeschoss. Diese Gebäudeseite wird durch einen zweigeschossigen Mittelrisalit mit Dreiecksgiebel geschmückt, davor steht eine Terrasse mit einem gusseisernen, gotisierenden Gitter sowie einer Freitreppe zum Garten.
Der Putzbau mit seiner einfachen Putzgliederung hat einen Drempel sowie ein ausgebautes Mansarddach aus Schiefer. Ecklisenen, einfache Gesimse und Sandsteingewände vervollständigen den Gebäudeschmuck.

## Geschichte
Die Villa wird bei Hofmann 1853 in Das Meißner Niederland … erwähnt: „Weiter an der Chaussee stehen etwas höher in angenehmen Blumen- und Weingärten, die vor einigen Jahren vom Zimmermeister Ziller erbauten 4 äußerst geschmackvollen Villa's, deren erste jetzt der russ. Apotheker Stolle aus Moskau, die zweite der Kaufm. Schnabel, die dritte vordem Kaufm. Weiß und die vierte jetzt der Gerichtsdirek. Nörner besitzt. − Diesem folgt der schöne große Gasthof „zur goldenen Weintraube“ …“. Sie war noch 1869 im Eigentum des Advokaten und ehemaligen Gerichtsdirektors Theodor Nörner aus Dresden, dessen geschiedene Ehefrau Bertha dort wohnte. Auch ein Gartensalon und ein Nebengebäude bestanden bereits vor 1872.
In jenem Jahr 1872 ließ sich Heinrich Thieme von den Lößnitz-Baumeistern Gebrüder Ziller (den Kindern des obenerwähnten Zimmermeisters), die im gleichen Jahr auch für seinen westlichen Nachbarn in der Villa Borstraße 17 tätig wurden, einen Stall und ein Gewächshaus errichten. Im Folgejahr erfolgte der Umbau des flachen Walmdachs zum heute existierenden Mansarddach.